# Aeroporto di Barra
L'aeroporto di Barra (in gaelico scozzese: Port-adhair Bharraigh, (IATA: BRR, ICAO: EGPR) è un aeroporto a pista breve (STOLport, dall'inglese Short Take-Off and Landing) situato nella larga baia di Traigh Mhòr, nel lembo settentrionale dell'isola di Barra, nelle Ebridi Esterne, in Scozia. È il solo aeroporto al mondo la cui pista di atterraggio è costituita da una spiaggia. Lo scalo è amministrato dalla Highlands and Islands Airports Limited, gestore della gran parte degli aeroporti regionali in Scozia e nelle isole della costa.

## Storia
L'aeroporto di Barra venne realizzato nel 1936 contemporaneamente all'aeroporto di Gatwick, all'epoca un piccolo terminal nelle vicinanze di un ippodromo nel Sussex; fra i promotori alcuni pionieri del volo commerciale come Fresson, Sword e Nicholson che ritenevano che le isole scozzesi avessero da beneficiare molto da collegamenti aerei con il continente. Subito una compagnia scozzese cominciò a offrire voli su richiesta verso Barra e il 7 agosto 1936 il Ministero dell'Aviazione britannico autorizzò l'operatività dello scalo. La compagnia Loganair operò la rotta Glasgow-Tiree-Barra per conto di British Airways dall'apertura di questa rotta nel 1974 e poi in proprio dal 1975 al 1994, quando la Loganair cedette la rotta alla Highland and Islands Airports Limited.
Il luogo è stato scelto negli anni come teatro per diverse produzioni televisive e cinematografiche.

## Infrastruttura

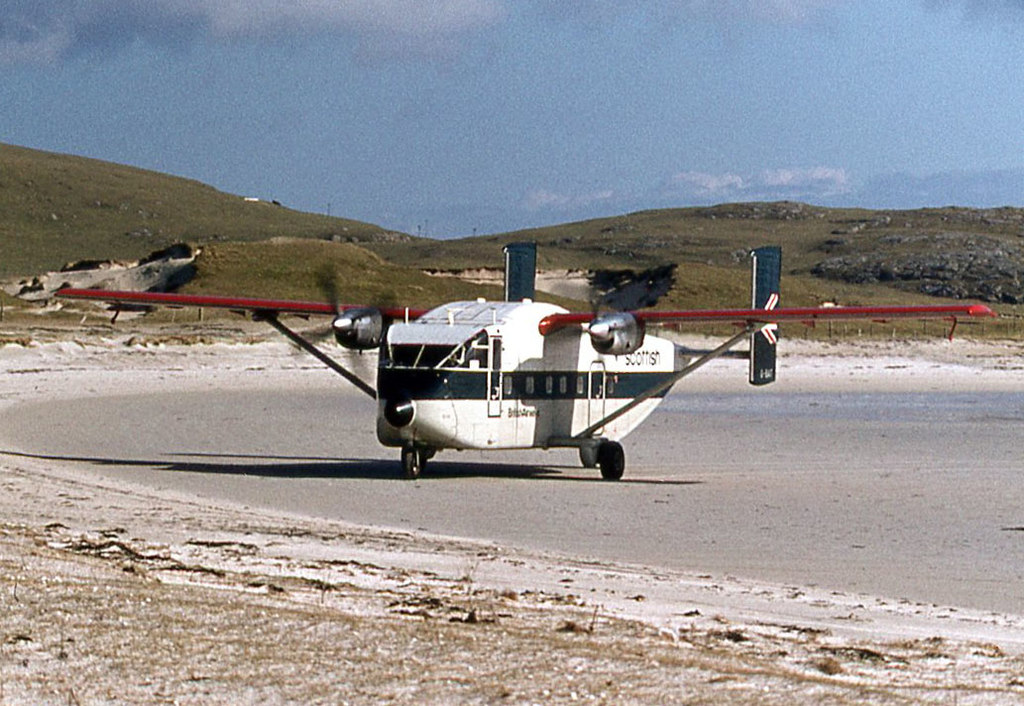
Uno Short Skyvan sulla "pista" dell'aeroporto

Lo scalo è costituito da un unico terminal aeroportuale che integra anche la torre di controllo, mentre la spiaggia è attrezzata con tre piste disposte a triangolo, segnate da pali permanenti in legno alle estremità, con orientamento 07/25, 11/29 e 15/33, e le cui dimensioni sono rispettivamente 799 m di lunghezza per 60 m di larghezza, 680 x 46 m e 846 x 46 m. Questo permette quasi sempre ai DHC-6 Twin Otter che utilizzano l'aeroporto di atterrare in presenza di vento. Con l'alta marea queste piste d'atterraggio sono sott'acqua: i tempi di volo cambiano, quindi, con le maree. L'aeroporto di Barra ha servito nel 2011 circa 10 000 passeggeri. Non è attrezzato per il servizio notturno, sebbene alcuni voli di emergenza utilizzino occasionalmente l'aeroporto di notte, con luci montate su veicoli per illuminare la pista e con strisce riflettenti appoggiate sulla spiaggia.

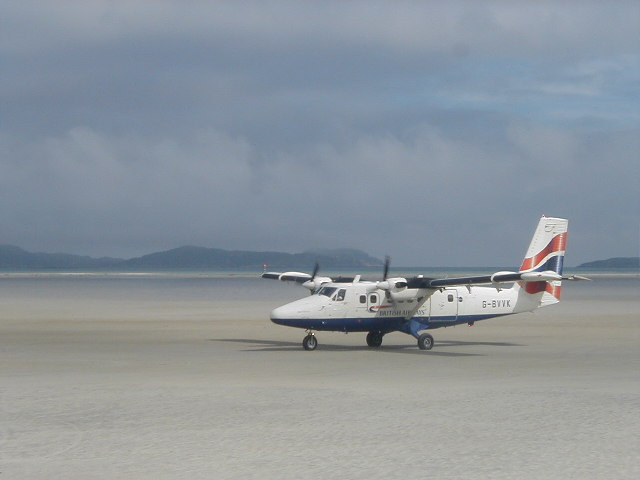
Un DHC-6 Twin Otter della compagnia aerea scozzese Loganair esibisce la livrea della British Airways all'aeroporto di Barra

A tutto il 2017 la compagnia aerea a basso costo Flybe opera voli da e per l'aeroporto di Glasgow con dei Twin Otter.
La spiaggia è normalmente aperta al pubblico quando non vi sono operazioni di volo ed è frequente meta di raccoglitori di molluschi.

## Statistiche
Questo grafico non è disponibile a causa di un problema tecnico.
Si prega di non rimuoverlo.
Vedi la query Wikidata di origine.